# VIII Cos d'Exèrcit (Bàndol republicà)
El VIII Cos d'Exèrcit va ser una formació militar de l'Exèrcit Popular de la República que va lluitar durant la Guerra Civil Espanyola. Durant tota la contesa va estar desplegat al front de Còrdova.

## Historial
La unitat va ser creada el 3 de juny de 1937, després de la dissolució de l'Exèrcit del Sud. El VIII Cos d'Exèrcit, que cobria el front comprès entre els rius Zújar i Guadalmellato, va establir la seva caserna general a Pozoblanco i va quedar sota el comandament del tinent coronel d'artilleria Joaquín Pérez Salas. En el moment de la seva creació la formació agrupava les divisions 19a i 38a, quedant sota la coordinació del general Carlos Bernal García —inspector general del Sud.
En la tardor de 1937 la formació va passar a dependre de l'acabat de crear Exèrcit d'Extremadura.
El juliol del 1938 el VIII Cos va prendre part en els combats de la bossa de Mèrida, perdent territori i efectius humans. Això va provocar la destitució del comandant del cos, Manuel Márquez Sánchez de Movellán. Joaquín Pérez Salas, tement la caiguda d'Almadén en mans franquistes, va sol·licitar —i va obtenir— el comandament del VIII Cos d'Exèrcit.
A mitjan agost la formació va emprendre nombrosos contraatacs contra les posicions franquistes, comptant amb el suport d'una companyia de tancs. Per al 22 d'agost l'avanç franquista havia quedat detingut i a partir dels dies següents els republicans van recuperar algunes de les posicions perdudes anteriorment. Així, les unitats sota el comandament de Pérez Salas van aconseguir defensar novament les mines d'Almadén, detenint per complet l'ofensiva del general Gonzalo Queipo de Llano al front extremeny. El 13 de setembre el comandant de l'Exèrcit d'Extremadura, el coronel Adolfo Prada, va ordenar a Pérez Salas que preparés una ofensiva per a capturar Còrdova. El dia 22 les forces de Pérez Salas tornen l'ofensiva, encara que aquesta vegada no aconsegueix trencar les defenses enemigues i el 5 d'octubre l'operació és cancel·lada definitivament. El VIII Cos, en col·laboració amb el VII Cos, va emprendre una temptativa contra el sortint de Cabeza del Buey que no va aconseguir tenir èxit.
Durant la resta de la contesa el VIII Cos va romandre en el sector cordovès.

## Comandaments
Comandants
- tinent coronel d'artilleria Joaquín Pérez-Salas García (des de juny de 1937);
- tinent coronel d'infanteria Manuel Márquez Sánchez de Movellán[8] (des de novembre de 1937);
- comandant d'infanteria Julián del Castillo Sánchez (des de juliol de 1938);[2]
- tinent coronel d'artilleria Joaquín Pérez-Salas García (des d'agost de 1938);
- tinent coronel d'infanteria Alejandro Sáez de San Pedro[9] (des de novembre de 1938);
- tinent coronel d'Infanteria Antonio Bertomeu Bisquert (des de març de 1939);

Comissaris
- José Sáinz Alfaro del Pino, del PCE;[10]

Caps d'Estat Major
- tinent coronel José Billón Esterlich;[2]
- tinent coronel José Yagüe Laurel[11] (desembre 1937);
- capità d'Infanteria Juan Ibáñez Lugea (abril de 1938);

## Ordre de batalla
| Data                 | Exèrcit adscrit       | Divisions integrades | Front de batalla |
| Juny de 1937         | —                     | 19a i 38a            | Córdoba          |
| 30 d'abril de 1938   | Exèrcit d'Extremadura | 67a, 38a i 63a       | Còrdova          |
| Juliol de 1938       | Exèrcit d'Extremadura | 38a i 63a            | Còrdova          |
| 15 d'agost de 1938   | Exèrcit d'Extremadura | 38a, 63a i 51a       | Còrdova          |
| 23 d'octubre de 1938 | Exèrcit d'Extremadura | 38a, 63a i 68a       | Còrdova          |